# Laura Kirkpatrick
Laura Kirkpatrick (Stanford, Kentucky; 12 de junio de 1989) es una modelo norteamericana más conocida por haber sido el segundo lugar del ciclo 13 de America's Next Top Model, y tercera finalista de America's Next Top Model "All-Stars".
Kirkpatrick fue considerada una de las finalistas favoritas entre los jueces y espectadores, que la elogiaron por su personalidad burbujeante, su estilo de vida la han definido como la de una fuerte "campesina" con acento de Kentucky. Ella fue votada favorita de los fanes en un sondeo de la muestra celebrada después de la conclusión de la serie, quien le dio seis meses de alquiler en un piso en Nueva York.

## Biografía
Laura Kirkpatrick nació en Stanford (Kentucky), Kentucky , su padre se llama Greg Kirkpatricky y madre se llama Jodie Hill Jones. Ella tiene dos hermanas más jóvenes, Hannah y Jarrah, y un hermano menor llamado Jeremy. Con anterioridad ha trabajado en la granja de su familia, su trabajo principalmnete consistía en labores de Ganadería. Ella es disléxica. Antes de su aparición en America's Next Top Model, ella había estado trabajando como camarera. Kirkpatrick fue especializándose en arte en la Universidad de Eastern Kentucky en Richmond, Kentucky , antes de unirse al espectáculo, y fue la primera en su familia en asistir a la universidad. Sin embargo, echaba de menos a los exámenes finales debido a America's Next Top Model, que le impedía avanzar de estudiante de primer año a estudiante de segundo año.

## En America's Next Top Model
Kirkpatrick había estado persiguiendo una carrera como modelo durante años, antes de su aparición en el reality show America's Next Top Model, había mirado a las candidatas de los ciclos anteriores, el problema era que Kirkpatrick media una pulgada menos de lo indicado,
Su abuela comunicó a Kirkpatrick sobre las audiciones para el Ciclo 13, que se llamaba "Petite Edition", ya que solicitaban concursantes que midieran 5'7 pulgadas o menos. Kirkpatrick dijo que fue un "estimulo de último momento" decidir visitar Chicago, Illinois , donde se realizaban los cástines. Kirkpatrick, quien tenía 19 años cuando empezó en el programa, se consideró siempre una de las favoritas de los jueces. Ella fue especialmente elogiada por los jueces y los encuestados por su fuerte personalidad, que se destacó sobre las demás concursantes debido a su clase obrera, Kirkpatrick durante segmentos de su cinta de audición usaba vestidos hechos por su abuela Wanda Sue Kirkpatrick, en los comentarios de los jueces. Wanda Sue también hizo un vestido para Tyra Banks, que llevaba en la serie. También fue conocida por su tendencia a romperse en repentinos accesos de entusiasmo y risas. Su acento de Kentucky ha sido identificado como parte de su encanto, aunque durante el show, el juez y fotógrafo de moda Nigel Barker dijo que podría ser un obstáculo en su carrera de modelo. Barker dijo: "CoverGirl no pude tener una modelo como representante cuyo acento haga quedar mal a un producto". Kirkpatrick inicialmente trató de bajar el tono de su acento como resultado del comentario, pero dejó de intentarlo porque cree que esto le hizo "perder la chispa". Kirkpatrick nunca quedó en el "Bottom Two". Sin embargo, ninguna de sus fotos fueron elegida como la mejor foto de la semana a excepción de una foto de equipo en el que ella y otras concursantes posaron para el Cirque du Soleil. Kirkpatrick dijo que en la sesión de Cirque du Soleil fue su favorita de todo el espectáculo, y que el caminar sobre la pasarela fue una de sus mejores experiencias durante el modelaje.
Laura también compitió en America's Next Top Model "ALL-STARS", quedando en 3° finalista.

## Dislexia
La dislexia de Kirkpatrick resultó ser una dificultad durante algunos retos, especialmente cuando tenía que leer teleprompters de CoverGirl para anuncios de televisión, que fue uno de los retos al final de la temporada. A lo largo del espectáculo, Kirkpatrick habló con entusiasmo de antes. Llegó a la final como una de las dos finalistas, pero finalmente perdió contra Nicole Fox, quien fue nombrada "America's Next Top Model" el 18 de noviembre de 2009. Kirkpatrick y Fox se hicieron buenas amigas durante la temporada y, aunque cree Kirkpatrick su personalidad era fuerte, ella también admitió fotos de Fox fueron particularmente fuertes. Kirkpatrick reaccionó emocionalmente a su pérdida. Ella dijo de su reacción inicial a la pérdida: "Me devastaron realmente en ese momento y para siempre. ¡Lloré hasta que mis ojos se hincharon y casi salen de mi cabeza! Pero ahora que todo ha terminado, estoy bien con ella porque yo sé que voy a trabajar tanto como Nicole".

## Carrera en el modelaje
Aunque Kirkpatrick no ganó "America's Next Top Model", fue votada como la favorita de los fanáticos en un sondeo de la muestra celebrada después de la conclusión de la serie. Aunque el margen no se informó, Kirkpatrick dijo que los productores le dijeron que ganó por "un montón". Como resultado de la victoria, Kirkpatrick fue galardonada con un apartamento en lo más privelegiado de Nueva York  para que buscase agencias en el lugar, Después de su estancia de seis meses en Nueva York, Kirkpatrick planea de mudarse a Alemania para proseguir su carrera de modelo. Kirkpatrick ha recibido varias ofertas de representación de las agencias de modelos, incluyendo los Tyra Banks financiables Productions. el blog oficial de Kirkpatrick, Laurasmodellife.com, aparece en la página web de " The Advocate-Messenger ", una Danville, Kentucky basado periódico. donde Ella estaba programada también para ser el gran mariscal de un desfile de Navidad en el centro de su ciudad natal Stanford el 5 de diciembre del 2009. Kirkpatrick también ha aparecido en el show de Tyra Banks. Kirkpatrick también ha tomado parte de algún trabajo de impresión de caridad para el socorro del terremoto de Haití del 2010, Kirkpatrick tuvo una cobertura y difusión de Lex Escena Magazine.
- Datos: Q1935027